# حزب سوسیالیست بریتانیای کبیر
حزب سوسیالیست بریتانیای کبیر (به انگلیسی: Socialist Party of Great Britain) (SPGB) یک حزب سیاسی سوسیالیست در کشور انگلستان است. این اتحادیه در سال ۱۹۰۴ به عنوان انشعاب از فدراسیون سوسیال دموکرات (SDF) تاسیس شد و از استفاده از صندوق های رای برای اهداف انقلابی حمایت می‌کند و با لنینیسم و اصلاح طلبی مخالف است. این گزارش معتقد است که کشورهایی که ادعا می کردند سوسیالیسم را تأسیس کرده اند فقط " سرمایه داری دولتی " ایجاد کرده اند و از اولین کشورهایی است که اتحاد جماهیر شوروی را به عنوان سرمایه داری دولتی توصیف کرده است. موقعیت سیاسی حزب به عنوان نوعی عدم امکان توصیف شده است.